# Numero di Wagstaff
Un numero di Wagstaff è un numero primo p espresso nella forma
{\displaystyle p={{2^{q}+1} \over 3}}
dove q è un altro numero primo. Ad esempio, i più piccoli primi di Wagstaff sono 3, 11, e 43 in quanto
{\displaystyle 3={{2^{3}+1} \over 3},}
{\displaystyle 11={{2^{5}+1} \over 3},}
e
{\displaystyle 43={{2^{7}+1} \over 3}.}
I primi di Wagstaff sono collegati alla nuova congettura di Mersenne. Alcuni esempi di tali numeri sono:
3, 11, 43, 683, 2.731, 43.691, 174.763, 2.796.203, 715.827.883, 2.932.031.007.403.
Questi numeri devono il loro nome al matematico Samuel S. Wagstaff Jr., e trovano applicazioni pratiche in crittografia.